# Aphelocoma
Aphelocoma is een geslacht van zangvogels uit de familie van de kraaien (Corvidae).

## Soorten
Het geslacht kent de volgende soorten:
- Aphelocoma californica – Westelijke struikgaai
- Aphelocoma coerulescens – Floridastruikgaai
- Aphelocoma insularis – Eilandstruikgaai
- Aphelocoma ultramarina – Zuid-Mexicaanse gaai
- Aphelocoma unicolor – Leiblauwe gaai
- Aphelocoma wollweberi – Noord-Mexicaanse gaai
- Aphelocoma woodhouseii – Woodhouses struikgaai